# Marasmius hudsonii

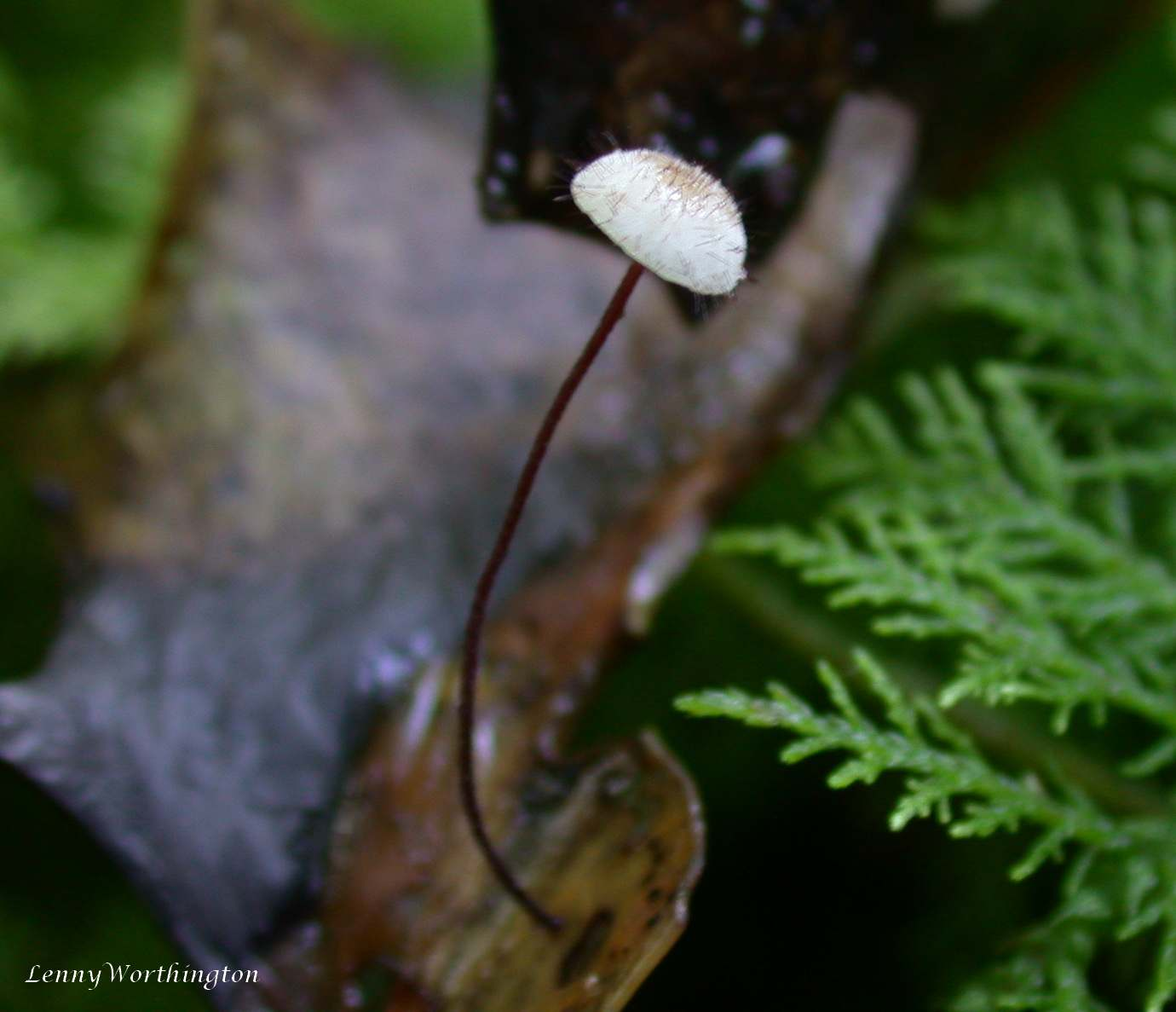

Marasmius hudsonii är en svampart som först beskrevs av Christiaan Hendrik Persoon, och fick sitt nu gällande namn av Elias Fries 1838. Marasmius hudsonii ingår i släktet Marasmius och familjen Marasmiaceae.  Artens status i Sverige är: Ej påträffad. Inga underarter finns listade i Catalogue of Life.